# Фонд Чарльза Дарвіна
Фонд Чарльза Дарвіна (ісп. Fundación Charles Darwin, англ. Charles Darwin Foundation) — природоохоронна організація, заснована в 1959 році під патронажем ЮНЕСКО і МСОП.
Метою фонду є збереження екосистем Галапагоських островів.
Фонд керує Дослідницькою станцією Чарльза Дарвіна на острові Санта-Крус, де проводяться наукові дослідження та організовани освітні курси по збереженню природи.
Станція має штат близько 100 дослідників, викладачів, добровольців та інших працівників зі всього світу.
Фонд підтримує тісні контакти з урядом Еквадору та адміністрацією Національного парку Галапагос з метою підтримки заходів по збереженню природи островів.
Штаб-квартира фонду зараз знаходиться в місті Пуерто-Айора на Галапагоських островах.